# Zhongtai, Zhejiang
Zhongtai är en sockenhuvudort i Kina. Den ligger i provinsen Zhejiang, i den östra delen av landet, omkring 23 kilometer väster om provinshuvudstaden Hangzhou. Antalet invånare är 27 709. Befolkningen består av 13 402 kvinnor och 14 307 män. Barn under 15 år utgör 11,0 %, vuxna 15-64 år 78 %, och äldre över 65 år 10,0 %.
Runt Zhongtai är det tätbefolkat, med 343 invånare per kvadratkilometer. Närmaste större samhälle är Liuxia, 12,1 km öster om Zhongtai. I omgivningarna runt Zhongtai växer i huvudsak blandskog.
Genomsnittlig årsnederbörd är 2 072 millimeter. Den regnigaste månaden är juni, med i genomsnitt 365 mm nederbörd, och den torraste är januari, med 83 mm nederbörd.